# Гонфревил
Гонфревил (фр. Gonfreville) насеље је и општина у северној Француској у региону Доња Нормандија, у департману Манш која припада префектури Кутанс.
По подацима из 2011. године у општини је живело 160 становника, а густина насељености је износила 17,7 становника/km². Општина се простире на површини од 9,04 km². Налази се на средњој надморској висини од 15 метара (максималној 33 m, а минималној 3 m).

## Демографија
| 1962. | 1968. | 1975. | 1982. | 1990. | 1999. | 2011. |
| ----- | ----- | ----- | ----- | ----- | ----- | ----- |
| 157   | 176   | 172   | 178   | 158   | 153   | 160   |

График промене броја становника у току последњих година